# Ismael Alvarado
Ismael Alvarado Quiñones (Lima, 22 de octubre de 1980) es un exfutbolista peruano. Jugaba de defensa central y tiene 44 años.

## Carrera internacional
Ismael Alvarado hizo su debut con Perú en una derrota por 0-2 en un amistoso ante Japón el 24 de marzo de 2007.

## Clubes
| Club                      | País  | Año         |
| ------------------------- | ----- | ----------- |
| Sporting Cristal          | Perú  | 1998 - 2000 |
| Cienciano                 | Perú  | 2001        |
| Estudiantes de Medicina   | Perú  | 2003        |
| Coronel Bolognesi FC      | Perú  | 2005        |
| Alianza Lima              | Perú  | 2006 - 2007 |
| Guangzhou GPC             | China | 2008 - 2009 |
| Universidad César Vallejo | Perú  | 2010        |
| Cobresol FBC              | Perú  | 2011 - 2012 |
| José Gálvez               | Perú  | 2012        |
| Los Caimanes              | Perú  | 2013        |
| Alianza Universidad       | Perú  | 2014        |
| Sport Victoria            | Perú  | 2015        |

## Palmarés

### Campeonatos nacionales
| Título                    | Club         | País | Año  |
| ------------------------- | ------------ | ---- | ---- |
| Primera División del Perú | Alianza Lima | Perú | 2006 |
| Segunda División          | Los Caimanes | Perú | 2013 |